# 베이컬루선
베이컬루선은 런던 지하철의 노선이다. 노선색은 갈색이다. 런던의 북서부에서 남동부를 통과하는 노선이며 총 25개의 역 중 15개가 지하이다. 전체 노선 중 7번째로 복잡한 노선이다. 베이컬루라는 이름은 베이커 스트리트와 워털루에서 각각 앞, 뒤 부분을 따서 지은 이름이다.

## 역사
처음에는 브루넬이 하수 처리를 위해 템스강 밑을 지나가는 터널 설계도를 만들어서 빅토리아 여왕에게 보여주었는데, 빅토리아 여왕이 그 터널에다가 철도를 깔아달라고 요청을 하여서 하수도로는 사용된 적이 없는 대신 오늘날의 베이컬루 선이 들어오게 된 것이다.
원래는 베이커 스트리트와 워털루 철도(Baker Street & Waterloo Railway)라고 불렸으며 1906년 3월 10일에 개통했다. 1913년 북부 종점이었던 베이커 스트리트에서 국철과의 연계를 위해 메릴러본과 패딩턴, 그리고 에지웨어 로드까지 연장시켰다.

## 지선과 연장공사

### 왓포드 지선

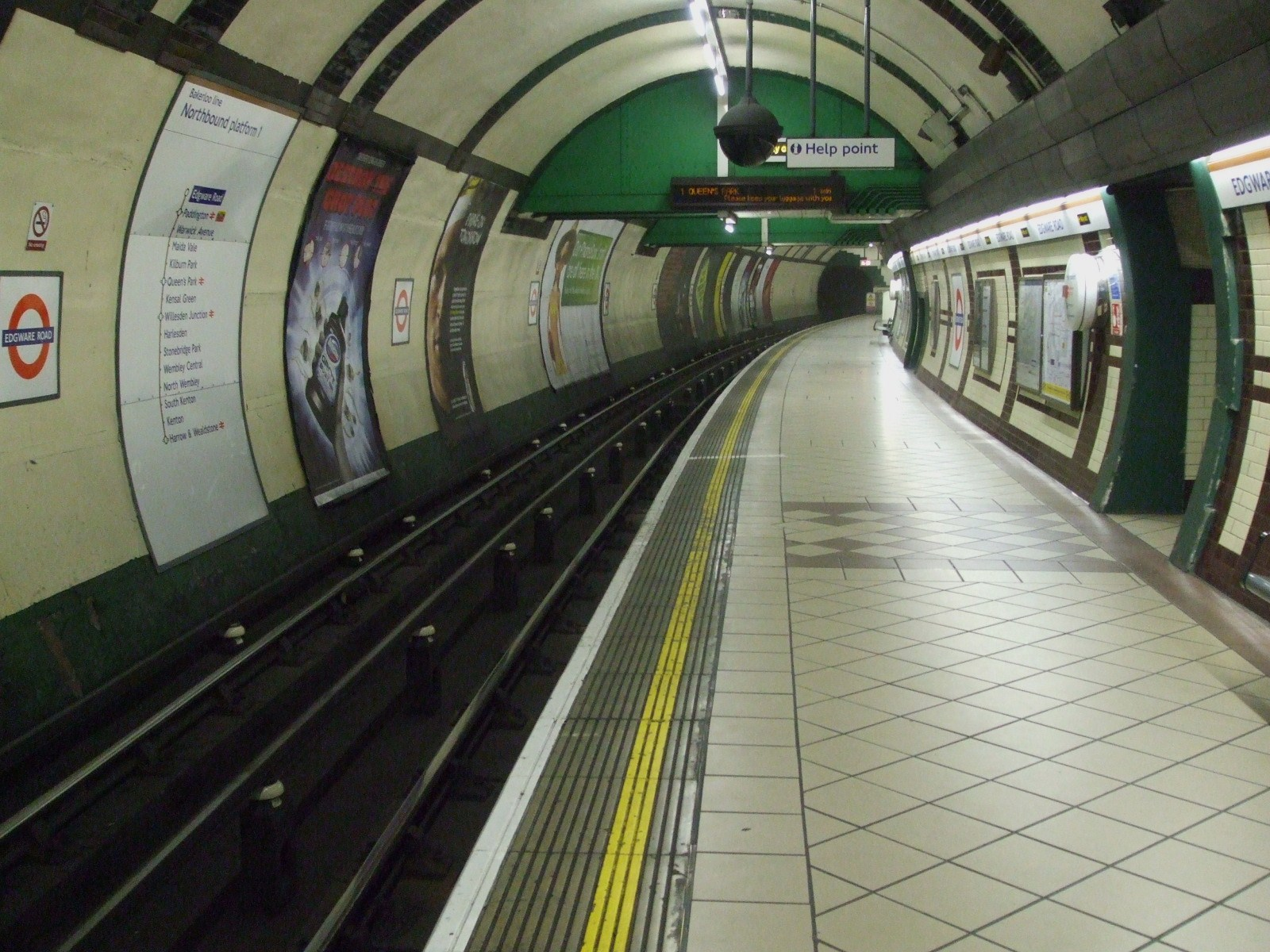
에지웨어 로드 역의 베이컬루 선 북행 승강장

1915년에 국철과의 연계를 위해 영업을 시작했으나 1960년부터 축소되기 시작해 1982년에 문을 닫았고 이후 1984년부터 1989년 사이에 현재 베이컬루 선의 북쪽 종점인 해로 & 윌드스톤)까지 재영업을 시작했다. 현재 퀸즈 파크와 해로 앤 윌드스톤사이의 구간은 런던 지상철과 선로를 공유한다. 한편, 왓포드 지선의 종착역이었던 왓포드 정션역은 유스턴에서 출발하는 지상철의 종착역이다. 현재 런던 교통공사는 2026년까지 베이컬루 선을 다시 왓포드 정션까지 연장시키려는 계획이 있다. 그렇게 되면 이 구간은 베이컬루 선만이 운영한다.
폐선 전에는 크로슬리 그린이 차량기지였으나 폐선 이후 '스톤브리지 파크'에 새로운 차량기지를 세웠다.

### 스탠모어 지선
스탠모어 지선은 과거 베이컬루 선에서 운영되던 지선이며, 현재는 주빌리 선의 북쪽 구간으로써 운영되고 있다. 1930년대 메트로폴리탄 선의 베이커 스트리트 - 핀츠리 로드까지의 구간이 매우 붐비자 1930-40년대에 '뉴 프로그램'이란 이름 하에 베이컬루 선의 베이커 스트리트 역부터 핀츠리 로드까지, 메트로폴리탄 선의 로드 역, 말보로 로드 역, 스위스 코티지 역을 대체할 새로운 터널을 짓기로 하였다. 1939년 11월 20일부터 운영되다가 베이커 스트리트 역에서 과거에 겪었던 혼잡 문제와 비슷한 혼잡을 겪기도 하였고 그 구간을 대체할만한 주빌리 선이 개통되자 1979년 5월 1일 서비스를 중단했다.

### 캠버웰 연장
캠버웰과 덴마크 힐로 가는 노선의 남쪽 끝에 있는 연장 구간은 London Electric Metropolitan District and Central London Railway Companies (Works) Act, 1931의 일부로 1931년에 제안되어 승인되었다. 1937년 4월 제안 된 연장 구간의 비용은 5,000,000 파운드(오늘날 기준 약 3억 2천만 파운드)였고, 런던 승객 운송위원회는 재료 가격 상승으로 이사회 재정이 개선될 때까지 연장이 연기되었다고 발표했다. 엘리펀트 & 캐슬 역의 남쪽 방향 연장과 별개로 제2차 세계 대전 이전에는 연장 작업이 없었지만 1940년 특별법 (연장법)(Special Enactments (Extension of Time) Act, 1940)에 따라 1947년에 정부에 의해 권한이 갱신되었다. 캠버웰까지의 예상 연장은 1949년 지하지도에서 보였으나 더 이상의 연구는 수행되지 않았다. 워릭 애비뉴 역의 기관사는 캠버웰을 1990년대까지 목적지로 간주했다.

### 전기 공급
1917년까지 개통한 베이컬루 선은, 급전 궤도의 극성이 바뀌어, 바깥쪽 궤도가 음극이고 중앙 궤도가 양극으로 동작한 오류가 발생했다. 이것은 베이컬루 선이 급전 궤도를 디스트릭트 철도와 공유했기 때문이었다. 베이컬루 선에서는 외부 급전 궤도가 터널 벽으로 누전되는 경향이 있었지만, 디스트릭트 철도에서는 중앙 급전 궤도에서 비슷한 문제를 공유했다. 해결책은 베이컬루 선의 극성을 바꿔서 두 시스템에서 음극 궤도가 누전되도록 하는 것이었다.
1917년에 LNWR이 유스턴과 왓퍼드 정션 간의 '뉴라인(New Line)'서비스를 시작했을 때 두 노선이 분리되었다. 베이컬루 선은 퀸즈 파크 북쪽에서 공유한다. 결과적으로 정상 작동으로 돌아왔다.

### 100주년 행사
이 노선은 2006년 3월 10일에 100주년을 기념하여 다양한 행사가 열렸다.

## 차량

### 과거의 차량

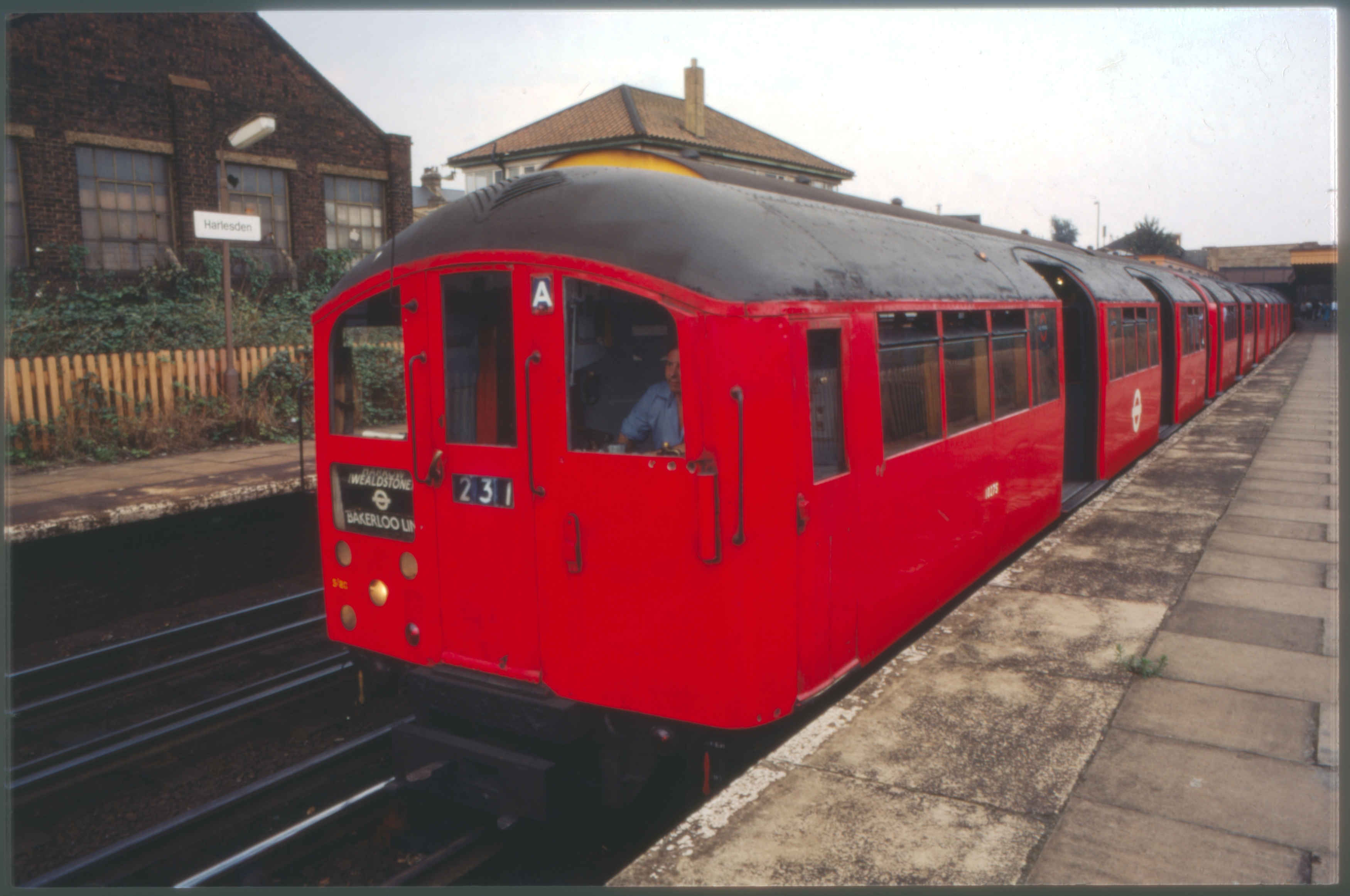
1938년 할레스덴 역의 베이컬루 선 열차.

1906년에 개통했을 때 베이컬루 선은 맨체스터의 트래퍼드 파크에서 제작된 게이트 스톡(Gate Stock) 열차로 운영되었다. 퀸스 파크 확장에 대처하기 위해 12대 여분의 런던 지하철 1914년식 전동차가 주문되었다. 러프버러의 브러시에서 10대, 리즈 포지 컴퍼니(Leeds Forge Company)에서 2대가 주문되었다.
퀸즈 파크에서 북쪽으로 서비스를 운영하기 위해, 버밍엄의 메트로폴리탄 객차, 화차 & 금융회사가 72대의 추가 차량을 건조했다. 왓포드 조인트 스톡(Watford Joint Stock)으로 알려진 이 열차는 지하철에서 일부, 런던 & 노스 웨스턴 철도(이후 런던, 미들랜드 & 스코티시 철도(LMS))에서 일부 소유되었다. 이들은 처음에 LNWR 상징색으로 도색되었다. 이들은 공기구동식 문이 장착되어 있지 않았기 때문에 느리고 신뢰할 수 없는 것으로 입증되었으므로, 1930년에 표준 차량(Standard Stock)의 새로운 열차로 교체되었다(LMS에 의해 일부가 유지되었지만). 1930년대 수 년 동안 왓퍼드(Watford) 열차는 창문 배치를 따라 특유의 파란 줄무늬가 있었다.
1932년에, 1919년 노팅엄에 있는 캠멜 레어드에 의해 피카딜리 선을 위해 지어진 몇몇 객차 차량이 1932년에 베이컬루 선으로 옮겨졌다. 제조 당시, 이 차량은 공기 구동식 문을 가지고있는 최초의 튜브 열차였다. 이들은 나중에 1938년식 전동차 및 1949년식 전동차 같은 더 많은 표준 차량으로 대체되었다.
1979년 주빌리 선이 개설되기 전까지 베이컬루 선은 1938년식 전동차과 1972년식 전동차로 이루어졌다. 1972년식 전동차은 주빌리 선을 위한 것 이었으므로 1979년부터 베이컬루 선(현재는 스탠모어 지선 제외)은 1938년식 전동차으로 다시 완전히 전환하였다. 1983년부터 1938년식 전동차은 1959년식 전동차로 대체되기 시작했으나, 1972년식 전동차이 확보될 때까지의 일시적인 조치였다. 마지막 1938년식 전동차은 1985년 11월 20일 운행을 중단했다. 1986년부터 1959년식 전동차은 노던 선으로 이전되었다.

### 현재 및 향후의 차량

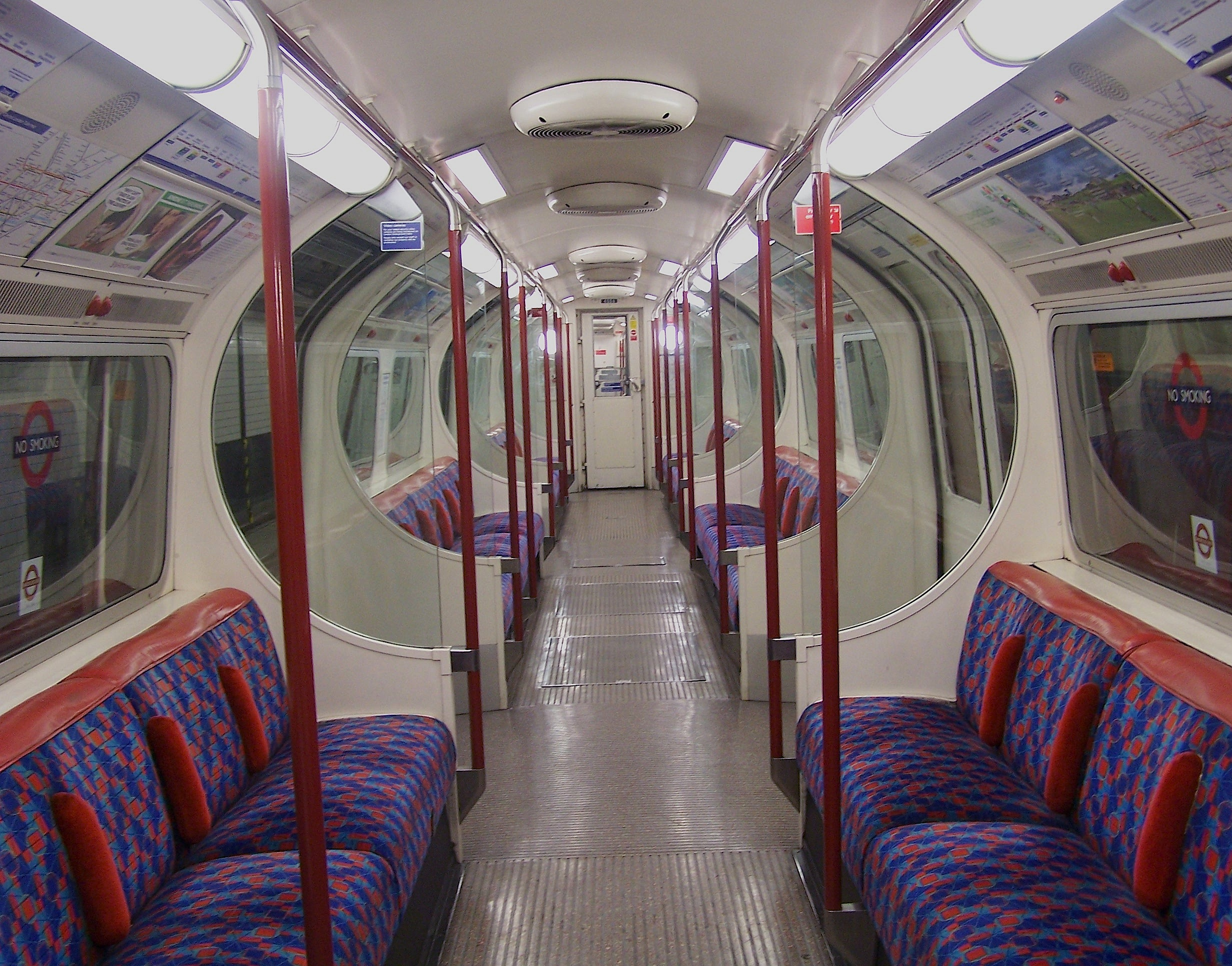
베이컬루 선 열차 내부

베이컬루 선은 Mark 2 1972년식 전동차과, 주빌리 선에서 옮겨진 1983년식 전동차로 운영하며, 기차는 스톤브리지 파크 차량사업소에서 유지 관리된다.
모든 베이컬루 선 열차는 적색, 회색 및 청색의 런던 지하철 도색으로 칠해지며, 작은 터널에서 지하로 깊숙이 들어가는 고심도 노선이 때문에, 네트워크에서 사용되는 두 가지 크기 중 작은 크기를 사용하고 있다.
2000년대 초반에 열차의 내부는 '딥 클리닝(deep-cleaned)'되었고 실내 장식은 모켓으로 대체되었다. 좌석 배치는 세로 및 가로 모두 있다. 일부 차량에는 종방향 좌석만 있다.
2015년 3월 11일자 TfL 재무 및 정책위원회지는 1972년식 전동차에 대한 수리 프로그램이 예상보다 나쁜 조건으로 인해, 계획된 것보다 많은 비용이 드는 것으로 나타났다.
2016년 초, 3년 만에 처음으로 작동하는 신형 전동차의 첫번째 제품으로 4년 재개발 프로그램이 시작되었다. 각 전동차의 내부는 청소 중이며, 좌석 모켓은 다른 노선에서 본 Barman 유형의 변형으로 교체되며, 손잡이 및 조명이 새롭게 바뀐다. 2030년대 초 런던 지하철 신형 전동차(뉴 튜브 포 런던)으로 교체될 때까지 각 차량에 대한 평가 및 수리 작업이 안전하게 수행될 수 있도록 보장하기 위해 실시되었다.
런던 교통국은 노선을 최종적으로 업그레이드 할 것을 제안하지만, 다른 고심도 노선들이 처리될 때까지는 시행하지 않기로 했다. 여기에는 새로운 신호 및 새로운 열차가 포함되어 시간당 최대 27대의 열차가 운행된다. TfL은 현재 이들이 2033년까지 자리를 잡을 것으로 기대하고 있다.
LUL은 알스톰(Alstom), 봄바디어(Bombardier), 지멘스(Siemens)를 초청하여 "Evo"('evolution(진화)'에서 따온)라고 불리는 고심도 노선을 위한 새로운 개념의 경량, 저에너지, 반관절형 열차를 개발했다. 지금까지는 지멘스만이 에어컨 기능을 갖춘 외형 디자인을 선보였으며,제3,4 궤조에서 전력 공급이 끊어지면 열차가 다음역까지 주행할 수 있도록 배터리 전력도 공급한다. 이 차량은 현재의 튜브 차량보다 낮은층 대응과 11% 더 높은 승객 수송 능력을 가질것이다.
30톤의 무게를 절약할 수 있으며, 열차는 에어컨이 포함된 경우 에너지 효율이 17% 향상되고, 포함되지 않은 경우 에너지 효율이 30%이상 높아진다. 이러한 새로운 열차는 베이컬루 선, 센트럴 선, 피카딜리 선, 워털루&시티 선에 운행될 예정이다.

## 차량기지

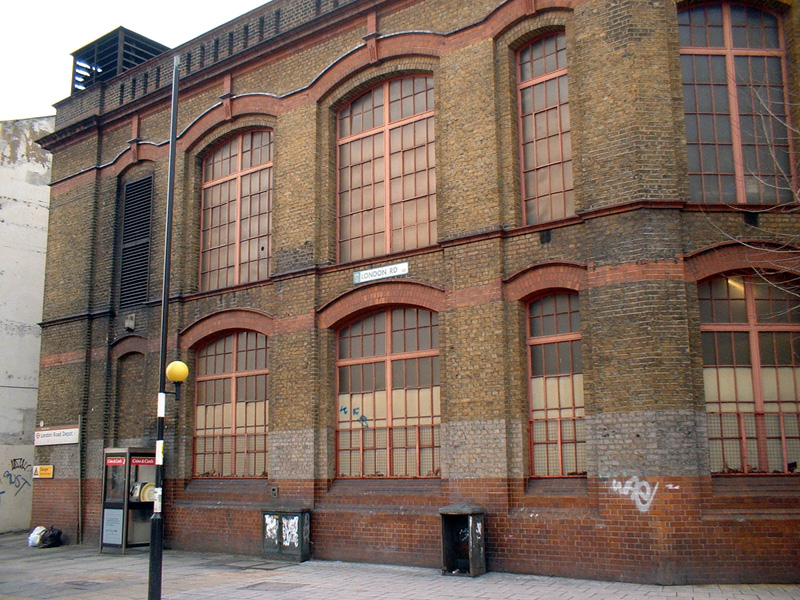
런던 로드(London Road)의 베이컬루 선 차량기지

베이컬루 선은 3개의 차량기지를 보유하고 있다.; 주 차량기지는 스톤브리지 파크 차량사업소로,map 26 1978년 4월 9일 차량 정비 시설이 들어있는 구 브리티시 레일 발전소 부지에 개장했으며, 원래의 차량기지는 런던 로드 차량사업소map 27(엘리펀트 & 캐슬~램버스 노스 사이)이고, 소규모 차량기지는 퀸즈 파크 바로 북쪽map 28에 있으며, 1915년에 세워졌다. 퀸즈 파크 치량사업소는 런던 지하철 네트워크에서 승객 서비스의 열차가 운행한다는 점에서 독특하다.
왓퍼드 행 베이컬루 선을 위한 차량기지가 더 있었는데, 크록슬리 그린의 크록슬리 그린 소규모 차량사업소(Croxley Green Light Maintenance Depot)이다. 이 차량기지는 1985년 11월 해당 서비스가 중단되면서 폐쇄되었다.
베이컬루 선 북부 끝에 2개 지선, 곧 퀸즈 파크(현재)와 스탠모어(현재는 주빌리 선에 의해 인수됨)로 나뉠때, 스탠모어 지선에 있는 니스덴 차량사업소가 노선의 주요 기지중 하나였다. 1979년부터 지선이 대신 주빌리 선으로 대체되었으며, 이것이 새로운 스톤브리지 파크 건물을 짓는 이유였다.
차량기지가 지상에 있음에도 불구하고, 노선은 짧고 급커브가 있는 보조 터널로 연결되어, 터널에서 가까이에 지나간다는 점에서 드문 경우이다.

## 열차 운행
베이컬루 선의 비혼잡 시간대 운행은 아래와 같다.:
- 시간 당 열차 6대 : 해로&웰드스톤 ~ 엘리펀트&캐슬
- 시간 당 열차 3대 : 스톤브릿지 파크 ~ 엘리펀트&캐슬
- 시간 당 열차 11대 : 퀸스 파크 ~ 엘리펀트&캐슬

## 역 목록
참고: 이전 베이컬루 선의 스탠모어 지선은, 주빌리 선 항목을 참조하십시오.
| 역명                                | 사진 | 개업일자        | 특이 사항 및 위치 |
| ----------------------------------- | ---- | --------------- | --- |
| 해로 & 웰드스톤 Harrow & Wealdstone |      | 1917년 4월 16일 | 서비스 철회: 1982년 9월 24일. 서비스 복원: 1984년 6월 4일map 1 |
| 켄튼 Kenton                         |      | 1917년 4월 16일 | 서비스 철회: 1982년 9월 24일. 서비스 복원: 1984년 6월 4일map 2 |
| 사우스 켄튼 South Kenton            |      | 1933년 7월 3일  | 서비스 철회: 1982년 9월 24일. 서비스 복원: 1984년 6월 4일map 3 |
| 노스 웸블리 North Wembley           |      | 1917년 4월 16일 | 서비스 철회: 1982년 9월 24일. 서비스 복원: 1984년 6월 4일map 4 |
| 웸블리 센트럴 Wembley Central       |      | 1917년 4월 16일 | 개통 당시 웸블리 센트럴 포 서드버리(Wembley Central for Sudbury). 개명: 1948년 7월 5일. 서비스 철회: 1982년 9월 24일. 서비스 복원: 1984년 6월 4일map 5               |
| 스톤브릿지 파크 Stonebridge Park    |      | 1917년 8월 1일  | map 6 |
| 할레스덴 Harlesden                  |      | 1917년 4월 16일 | map 7 |
| 윌스덴 정션 Willesden Junction      |      | 1915년 5월 10일 | map 8 |
| 켄잘 그린 Kensal Green              |      | 1916년 10월 1일 | map 9 |
| 퀸스 파크 Queen's Park              |      | 1915년 2월 11일 | map 10 |
| 킬번 파크 Kilburn Park              |      | 1915년 1월 31일 | map 11 |
| 메이다 베일 Maida Vale              |      | 1915년 6월 6일  | map 12 |
| 워릭 에비뉴 Warwick Avenue          |      | 1915년 1월 31일 | map 13 |
| 패딩턴 Paddington ( 히스로 행 열차) |      | 1913년 12월 1일 | map 14 |
| 에지웨어 로드 Edgware Road          |      | 1907년 6월 15일 | map 15 |
| 메릴본 Marylebone                   |      | 1907년 3월 27일 | 개통 당시 그레이트 센트럴(Great Central). 1917년 4월 15일 개명map 16                                                                                                 |
| 베이커 스트리트 Baker Street        |      | 1906년 3월 10일 | map 17 |
| 리젠트 파크 Regent's Park           |      | 1906년 3월 10일 | map 18 |
| 옥스퍼드 서커스 Oxford Circus       |      | 1906년 3월 10일 | map 19 |
| 피카딜리 서커스 Piccadilly Circus   |      | 1906년 3월 10일 | map 20 |
| 채링크로스 Charing Cross            |      | 1906년 3월 10일 | map 21개통 당시 Trafalgar Square. 1979년 5월 1일 개명. |
| 엠뱅크먼트 Embankment               |      | 1906년 3월 10일 | map 22 개통 당시 채링크로스(Charing Cross). 1976년 9월 12일에 개명.                                                                                                  |
| 워털루 Waterloo                     |      | 1906년 3월 10일 | map 23 |
| 램버스 노스 Lambeth North           |      | 1906년 3월 10일 | 개통 당시 케닝턴 로드(Kennington Road). 1906년 8월 5일 웨스트민스터 브리지 로드(Westminster Bridge Road), 1917년 4월 15일에 램버스 노스(Lambeth North)로 개명.map 24 |
| 엘리펀트 & 캐슬 Elephant & Castle   |      | 1906년 8월 15일 | map 25 |

### 이전 역

#### 왓퍼드 지선
1917년과 1982년 사이에 베이컬루 선 열차는 해로 & 웨일드스톤을 지나 왓퍼드 정션까지 DC 선을 따라 이어졌다. 이 역들은 런던 오버그라운드에서 계속 운행되고 있다. 베이컬루 노선을 왓퍼드 정션으로 재확장하고 다음 역에 서비스를 제공하자는 제안이 표면화되었다.
| 역명                                     | 개업일자        | 서비스 철회     | 특이 사항                                                                                         |
| ---------------------------------------- | --------------- | --------------- | ------------------------------------------------------------------------------------------------- |
| 왓퍼드 정션 Watford Junction             | 1917년 4월 16일 | 1982년 9월 16일 |                                                                                                   |
| 왓퍼드 하이 스트리트 Watford High Street | 1917년 4월 16일 | 1982년 9월 24일 |                                                                                                   |
| 부쉬 Bushey                              | 1917년 4월 16일 | 1982년 9월 24일 | 1974년 5월 6일까지 (Bushey & Oxhey)란 이름.                                                       |
| 카펜더스 파크 Carpenders Park            | 1919년 4월 5일  | 1982년 9월 24일 | 1952년 11월 16일 일시 폐쇄. 1952년 11월 17일에 재개장.                                            |
| 해치 엔드 Hatch End                      | 1917년 4월 16일 | 1982년 9월 24일 | 개통 당시 Hatch End & Pinner, 1920년 2월 1일에 Hatch End (for Pinner), 1956년에 Hatch End로 개명. |
| 헤드스톤 레인 Headstone Lane             | 1917년 4월 16일 | 1982년 9월 24일 |                                                                                                   |

#### 스탠모어 지선
스탠모어 지선은 원래 메트로폴리탄 철도에서 건설되었으며 1939년 베이컬루 선의 스탠모어 지선으로 지정되었다. 1979년 5월 1일 주빌리 선으로 이관되었다. 베이커가의 베이컬루 본선과 연결되었다.
| - 스탠모어 / Stanmore - 캐논스 파크 / Canons Park - 퀸즈베리 / Queensbury - 킹즈베리 / Kingsbury - 웸블리 파크 / Wembley Park | - 니즈던 / Neasden - 돌리스 힐 / Dollis Hill - 윌스던 그린 / Willesden Green - 킬번 / Kilburn - 웨스트 햄스테드 / West Hampstead | - 핀츨리 로드 / Finchley Road - 스위스 코티지 / Swiss Cottage - 세인트 존스 우드 / St. John's Wood - 베이커 스트리트 / Baker Street |

## 같이 보기
- 레슬리 그린 - 베이커 스트리트 & 워털루 철도 초기 역의 설계자
- 스탠리 힙스 - 워릭 애비뉴에서 킬번 파크까지 연장역 설계자

## 좌표
- ^map 1 Harrow & Wealdstone - 북위 51° 35′ 33″ 서경 000° 20′ 08″ / 북위 51.59250°  서경 0.33556°
- ^map 2 Kenton - 북위 51° 34′ 56″ 서경 000° 19′ 02″ / 북위 51.58222°  서경 0.31722°
- ^map 3 South Kenton - 북위 51° 34′ 15″ 서경 000° 18′ 31″ / 북위 51.57083°  서경 0.30861°
- ^map 4 North Wembley - 북위 51° 33′ 46″ 서경 000° 18′ 14″ / 북위 51.56278°  서경 0.30389°
- ^map 5 Wembley Central - 북위 51° 33′ 09″ 서경 000° 17′ 48″ / 북위 51.55250°  서경 0.29667°
- ^map 6 Stonebridge Park - 북위 51° 32′ 39″ 서경 000° 16′ 31″ / 북위 51.54417°  서경 0.27528°
- ^map 7 Harlesden - 북위 51° 32′ 11″ 서경 000° 15′ 28″ / 북위 51.53639°  서경 0.25778°
- ^map 8 Willesden Junction - 북위 51° 31′ 58″ 서경 000° 14′ 44″ / 북위 51.53278°  서경 0.24556°
- ^map 9 Kensal Green - 북위 51° 31′ 51″ 서경 000° 13′ 29″ / 북위 51.53083°  서경 0.22472°
- ^map 10 Queen's Park - 북위 51° 32′ 02″ 서경 000° 12′ 23″ / 북위 51.53389°  서경 0.20639°
- ^map 11 Kilburn Park - 북위 51° 32′ 06″ 서경 000° 11′ 39″ / 북위 51.53500°  서경 0.19417°
- ^map 12 Maida Vale - 북위 51° 31′ 47″ 서경 000° 11′ 08″ / 북위 51.52972°  서경 0.18556°
- ^map 13 Warwick Avenue - 북위 51° 31′ 24″ 서경 000° 11′ 01″ / 북위 51.52333°  서경 0.18361°
- ^map 14 Paddington (Bakerloo line) - 북위 51° 30′ 56″ 서경 000° 10′ 31″ / 북위 51.51556°  서경 0.17528°
- ^map 15 Edgware Road (Bakerloo line) - 북위 51° 31′ 13″ 서경 000° 10′ 13″ / 북위 51.52028°  서경 0.17028°
- ^map 16 Marylebone - 북위 51° 31′ 20″ 서경 000° 09′ 48″ / 북위 51.52222°  서경 0.16333°
- ^map 17 Baker Street - 북위 51° 31′ 19″ 서경 000° 09′ 25″ / 북위 51.52194°  서경 0.15694°
- ^map 18 Regent's Park - 북위 51° 31′ 25″ 서경 000° 08′ 47″ / 북위 51.52361°  서경 0.14639°
- ^map 19 Oxford Circus - 북위 51° 30′ 55″ 서경 000° 08′ 30″ / 북위 51.51528°  서경 0.14167°
- ^map 20 Piccadilly Circus - 북위 51° 30′ 36″ 서경 000° 08′ 02″ / 북위 51.51000°  서경 0.13389°
- ^map 21 Charing Cross - 북위 51° 30′ 29″ 서경 000° 07′ 29″ / 북위 51.50806°  서경 0.12472°
- ^map 22 Embankment - 북위 51° 30′ 25″ 서경 000° 07′ 19″ / 북위 51.50694°  서경 0.12194°
- ^map 23 Waterloo - 북위 51° 30′ 09″ 서경 000° 06′ 47″ / 북위 51.50250°  서경 0.11306°
- ^map 24 Lambeth North - 북위 51° 29′ 56″ 서경 000° 06′ 42″ / 북위 51.49889°  서경 0.11167°
- ^map 25 Elephant & Castle - 북위 51° 29′ 40″ 서경 000° 05′ 59″ / 북위 51.49444°  서경 0.09972°
- ^map 26 Stonebridge Park Depot - 북위 51° 33′ 31″ 서경 000° 15′ 45″ / 북위 51.55861°  서경 0.26250°
- ^map 27 London Road Depot - 북위 51° 29′ 54″ 서경 000° 06′ 17″ / 북위 51.49833°  서경 0.10472°
- ^map 28 Queens Park Depot - 북위 51° 32′ 01″ 서경 000° 12′ 28″ / 북위 51.53361°  서경 0.20778°